# António Aparício
Pour les articles homonymes, voir Aparicio.
António Aparício, de son nom complet António Aires dos Santos Aparício, est un footballeur portugais né le 15 septembre 1958 à Paúl. Il évoluait au poste d'attaquant.

## Biographie

### En club
Né au Portugal, il arrive en France durant sa jeunesse. Il joue avec l'US Faucigny dans les sections amateurs avant d'intégrer en 1978 la réserve du FC Sochaux-Montbéliard B qui évolue en CFA. Il est ensuite joueur de la réserve du Olympique lyonnais B en CFA 2,,.
De 1981 à 1984, il évolue au FC Villefranche. D'abord en Division 3 le club monte en Division 2 à l'issue de la 1982-1983. Lors de la saison 1983-1984, le club finit en dernière position du championnat,,.
En 1984, il revient au Portugal et découvre la première division portugaise avec le Vitória Setúbal. Le club est relégué en deuxième division à l'issue de la saison 1985-1986. Il remonte immédiatement lors de la saison 1986-1987,,.
Après six saisons au total, il quitte Setúbal pour rejoindre le Sporting Braga en 1990,,.
De 1991 à 1994, il évolue en deuxième division : il joue successivement sous les couleurs du CD Nacional et du Leixões SC,,.
Il raccroche les crampons en 1997 après deux dernières expériences en amateur avec les clubs du Seixal FC et de Grandolense,,.
Il dispute un total de 131 matchs pour 40 buts marqués en première division portugaise,.

### En équipe nationale
International portugais, il reçoit une unique sélection en équipe du Portugal en 1987. Le 20 décembre, dans le cadre des éliminatoires de l'Euro 1988, il dispute un match contre Malte (victoire 1-0 à Ħ'Attard).